# 戈盧比 (布倫區)
50°59′19″N 33°49′17″E / 50.98861°N 33.82139°E
霍盧比（烏克蘭語：Голуби）是位於烏克蘭東北部的村莊，由蘇梅州科諾托普區的布林市鎮負責管轄。該村處於比日河左岸，分別距離奧澤爾涅2.5公里和比日夫卡3公里，海拔高度169米，2001年人口98。